# Миссия Бейли
«Ми́ссия Бе́йли» — британская военная миссия, возглавляемая в августе — ноябре 1918 года Фредериком Бейли, резидентом английской разведки в Туркестане.

## Начало
Британская миссия, возглавляемая Ф. Бейли, прибыла в Ташкент через Кашгар и Ферганскую долину (Ош и Андижан) 10 августа 1918 года. В состав миссии кроме полковника Ф. М. Бейли входил капитан Л. В. С. Блэкер, а также четыре слуги индуса. Бейли и Блэкера не имели официальных дипломатических документов, подтверждающих официальный дипломатический характер миссии. Через несколько дней после их приезда в Ташкент прибыл сэр Джордж Макартни (англ. George Macartney), бывший британский консул в Кашгаре, которого на этом посту сменил Эйтертон. Дж. Маккартни планировал вернуться в Англию через Россию, однако позже, убедившись в нереальности такого маршрута на тот момент, вернулся вскоре в Кашгар. Сэр Джордж Маккартни отрекомендовал Бейли и Блэкера комиссариату иностранных дел Туркестанской республики как дипломатических представителей англо-индийского правительства. Для получения подтверждения их дипломатических полномочий народный комиссариат иностранных дел Туркестанской республики запрашивал подтверждения по радиотелеграфу у индийского правительства. Однако, несмотря на получение таких подтверждений, полный дипломатический статус английской миссии так и не был признан Туркестанским правительством, хотя некоторое время Бейли и Блэкер принимались в качестве официальных дипломатических лиц.

## Военно-политическая ситуация
В момент прибытия английской миссии в Ташкент произошли первые боестолкновения под Ашхабадом английских войск, под командованием генерала У. Маллесона с Красной армией на, так называемом, Закаспийском фронте. Англичане поддержали правительство, возглавляемое меньшевиками. Это значительно усложнило положение английской миссии в Ташкенте. Также один из работников отделения Русско-азиатского банка в Кашгаре в своих письмах, адресованных председателю ЦИК Туркестана, левому эсеру Успенскому, писал об авантюристическом характере английской миссии и дружбе Бейли с антибольшевистски настроенными русскими служащими этого банка. В сложившихся обстоятельствах Бейли и Блейкеру в Ташкенте приходилось утверждать, что всё происходящее на Закаспийском фронте с участием английских войск — какое-то недоразумение, и продолжать вести переговоры с советским правительством Туркестана.

## Отношение к британской миссии
Ташкентская «Наша газета» от 21 августа 1918 года поместила интервью своего сотрудника с полковником Бейли, прибывшим в Ташкент. По заявлению полковника Бейли:

…Миссия прибыла в Ташкент… с целью ознакомиться с положением дел в Республике и рассеять необоснованные слухи о существующих якобы намерениях Англии вмешаться через Афганистан во внутренние дела Туркестанской республики. Миссия протестует против этих слухов, исходящих, по её мнению, из немецких источников….

Бейли также установил дружеские связи с представителями антибольшевистского подполья в Ташкенте. Со своей стороны советские спецслужбы считали, что истинной целью и намерениями миссии была подготовка и организация вооружённого восстания в Туркестане против советской власти, снабжение повстанческих отрядов деньгами и оружием из ближайших к Туркестану английских баз (Мешед, Кашгар, Афганистан).

## Развитие событий
28 сентября 1918 года сэр Джордж Маккарни и Блйэкер, второй член английской миссии подчиненный Бейли, отбыли из Ташкента назад в Кашгар. В Ташкенте остался Ф. Бейли со своим слугою, индусом Хан-Назаром Ифтикором. Поскольку миссия имела полуофициальный статус, а положение обострялось в связи с деятельностью антибольшевистского подполья, Бейли получил приказ вернуться в Индию. Туркестанского правительство стало затягивать с выдачей необходимых для возвращения документов.
В какой-то момент по решению ЧК Бейли был подвергнут домашнему аресту и обвинён в финансировании басмачского движения в Ферганской долине. Сам Бейли это категорически отвергал, а затем, по ходатайству комиссариата иностранных дел был освобождён из-под ареста, хотя за ним и была установлена слежка. Вслед за этим Туркестанское правительство по радиотелеграфу запросило Москву на предмет разрешения на его арест. С помощью друзей из антибольшевистского подполья Ф. Бейли узнал о полученном из Москвы приказе о своём немедленном аресте. Будучи заранее готовым к такой ситуации, 1 ноября 1918 года он, переодевшись в форму австрийского военнопленного, исчез из поля зрения советских спецслужб.

## Служба Ф. Бейли в Военном контроле
Позднее Бейли удалось на некоторое время выбраться из Ташкента. Затем он вернулся обратно, где с помощью бывшего австрийского военнопленного Мандича, занимавшего должность заместителя заведующего 2-м отделением Военного контроля, устраивается в эту службу под видом австро-венгерского военнопленного и убеждённого коммуниста. В этот момент в самой ташкентской ЧК считали, что Бейли находится в Бухаре, откуда руководит антибольшевистским подпольем Туркестана.
На самом деле Ф. Бейли из Ташкента отправляется в Бухару лишь через некоторое время. Причём делает это по заданию ташкентского Военного контроля, поручившего проведение контрразведывательной операции против английских агентов, находившихся при дворе Бухарского эмира. Из Бухары Ф. Бейли, наконец, удаётся успешно добраться в Мешхед к генералу У. Маллисону.

## Мемуары Ф. Бейли
Позже по материалам своей работы в Средней Азии Ф. М. Бейли написал книгу «Миссия в Ташкенте», которая была опубликована впервые в Великобритании в 1946 году.